# Nationaal park Arikok
Het Nationaal park Arikok (Papiaments: Parke Nacional Arikok) is een natuurbeschermingsgebied op Aruba.
Het nationaal park werd officieel bekrachtigd door de overheid in 2000, alhoewel de plannen al sinds de jaren '60 van de 20e eeuw bestonden. In 2003 werd het een stichting en ontving 7,1 miljoen euro van het Europees Ontwikkelingsfonds voor het vervaardigen van haar infrastructuur. Het doel is de conservatie, beheer en bescherming van de Arubaanse flora, fauna en cultuur en het behoud van culturele symbolen binnen het park. Het park is ingedeeld in drie zones: twee "stille" zones met zeer beperkt menselijk invloed en een zone waar meer activiteit plaatsvindt.
Het park beslaat 18 procent van het eiland, met 34 km² natuurgebied en ligt aan het noordoostelijke deel van Aruba. De belangrijkste delen van het park zijn de ruige heuvels gevormd door vulkanische gestolde lava, de batholitische kwarts-dioriet en tonaliet rotsen en de kalksteenrotsen gevormd door versteend koraal. De grootste en hoogste heuvels van het eiland maken ook deel van het park, de Arikokheuvel is 176 meter hoog en de Jamanotaheuvel is 188 meter hoog. 
Men vindt ook verschillende baaien (boca's) aan de ruige noordkust. De Boca Prins (genoemd naar de oude plantage Prins) en de Dos Playa zijn de meest bekende, en liggen te midden van witte stranden en witte zandduinen. Bekende gebieden die zich binnen het park bevinden zijn: Daimari, Shete, Conchi, San Fuego, Jamanota, Sabana Basora, Butucu y Vader Piet. 

## Oude bewoning

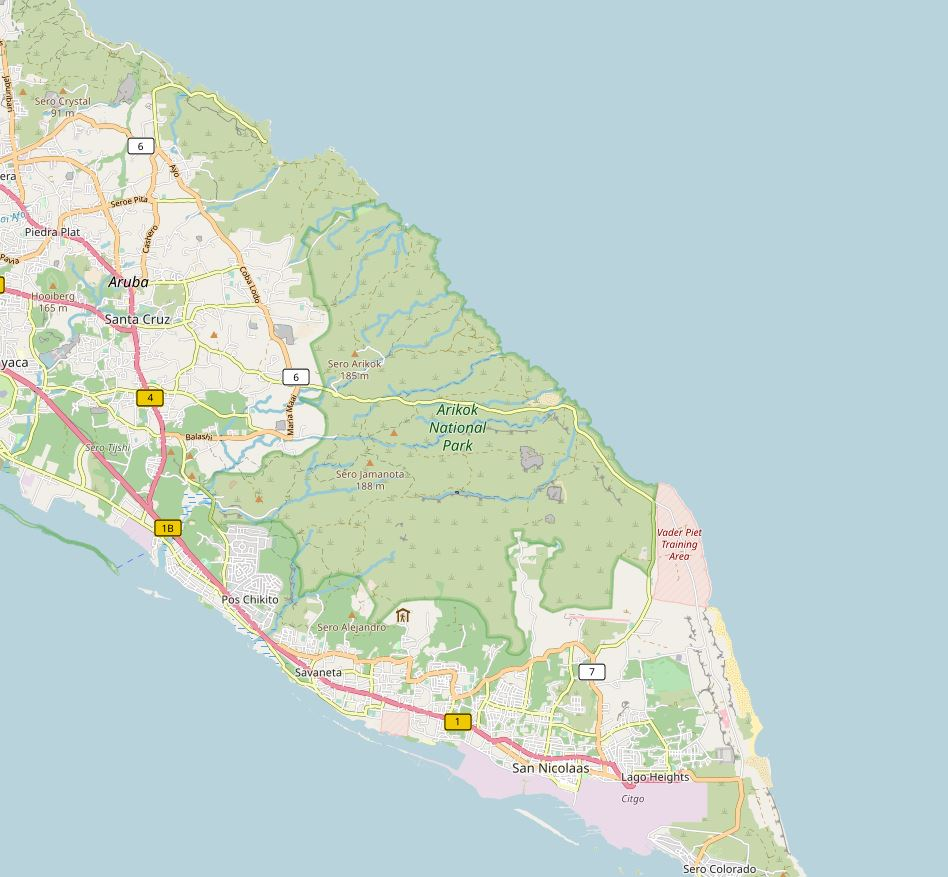

In het park bevinden zich oude plantagehuisjes (kunuku's), vroeger het bezit van de weinige boeren die het eiland kende. De boeren wisten de grond te bewerken in dit barre milieu en gebruikten de natuurlijke materialen uit de omgeving zo optimaal mogelijk. Ook hun huizen werden hiermee gebouwd, deze worden cas di torto genoemd. Twee van deze huizen zijn gerestaureerd. 

## Naamgeving
Op basis van een landkaart uit 1827 wordt aangenomen dat de Nederlander Arie Kok een kleine plantage had en een Kunuku bewoonde. Hij zou daarmee de naamgever van het huidige park zijn.. In het park zijn ook de oudste indianentekens te vinden in verschillende grotten, zoals bij de Fonteingrot.

## Projecten
Er wordt gewerkt aan diverse projecten:
- Wetenschappelijk onderzoek verrichten en het controleren van de vleermuizen[4] en de Cascabel (Crotalus durissus unicolor); de endemische Aruba-ratelslang.[5]
- Herbebossing met verschillende gewassen in het park.
- De restauratie van Cunucu Arikok.
- Het organiseren van verschillende activiteiten zoals de Junior Ranger Camp (een educatief kamp voor jongeren), filmavonden, strandreinigingsdagen, culturele vieringen, boa-jachtdagen.
- Samenwerking met andere natuurorganisaties.

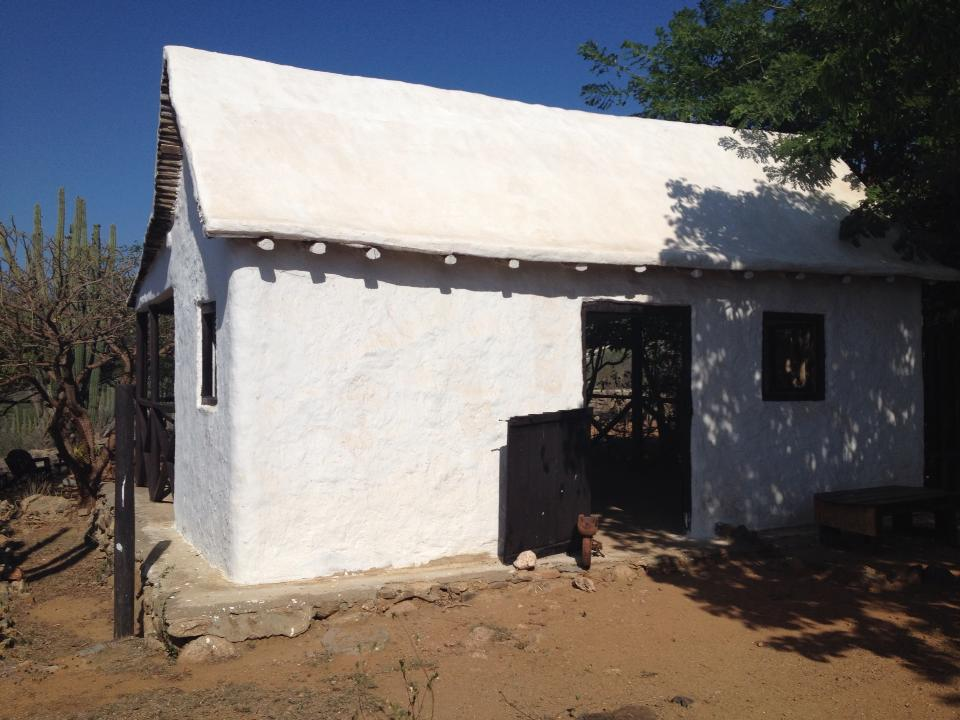
Cas di torto
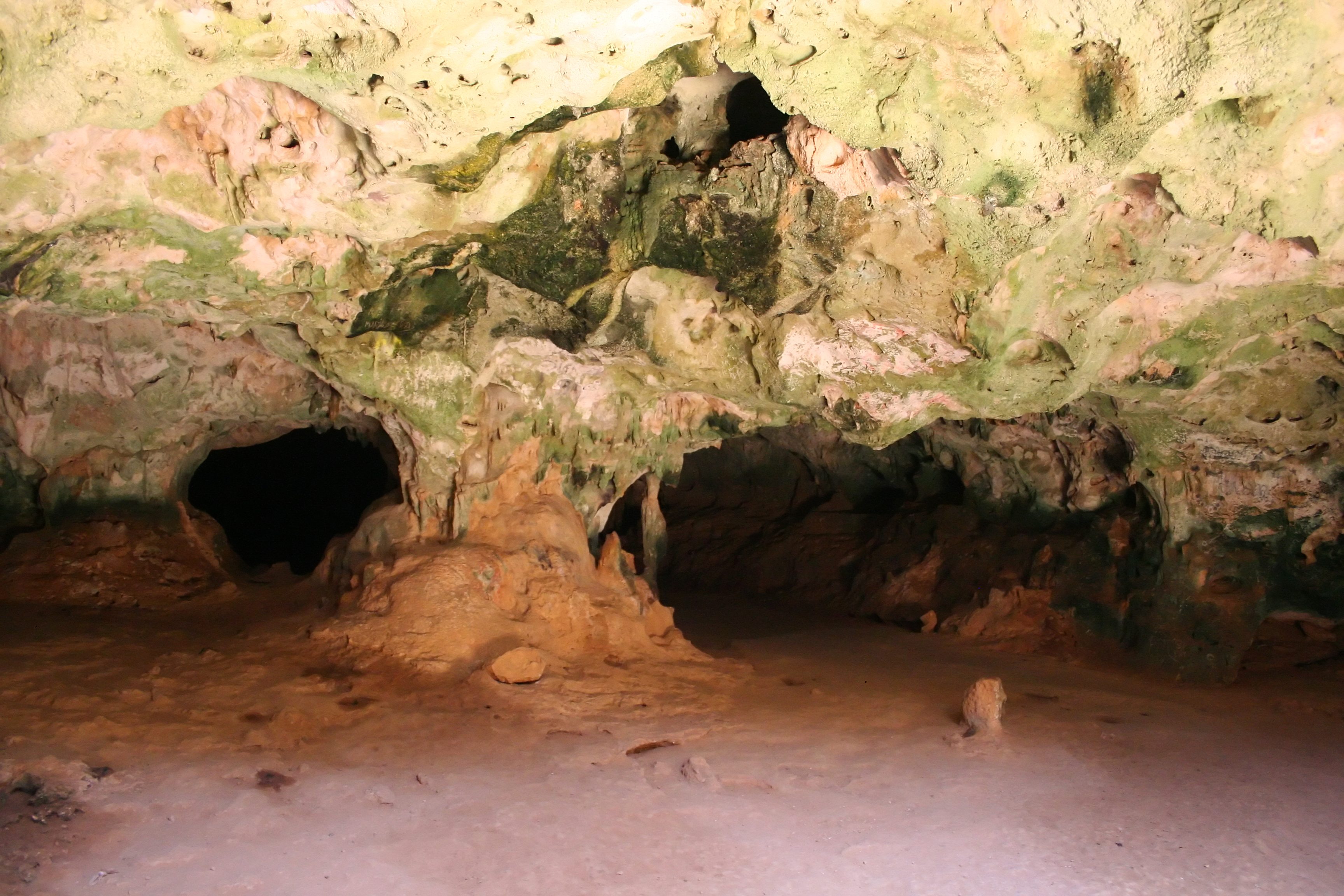
Guadirikirigrot
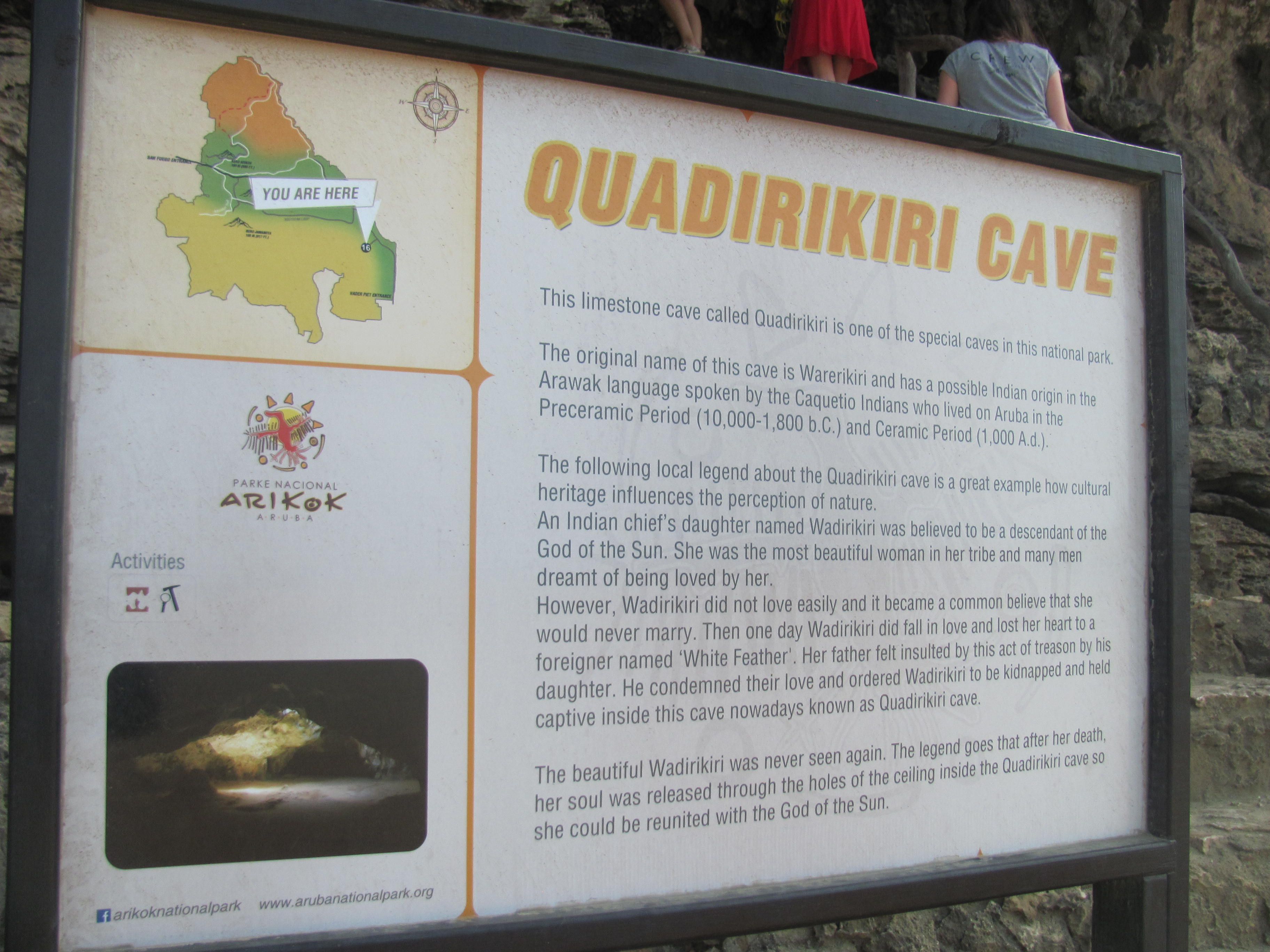
Quadirikiri grot
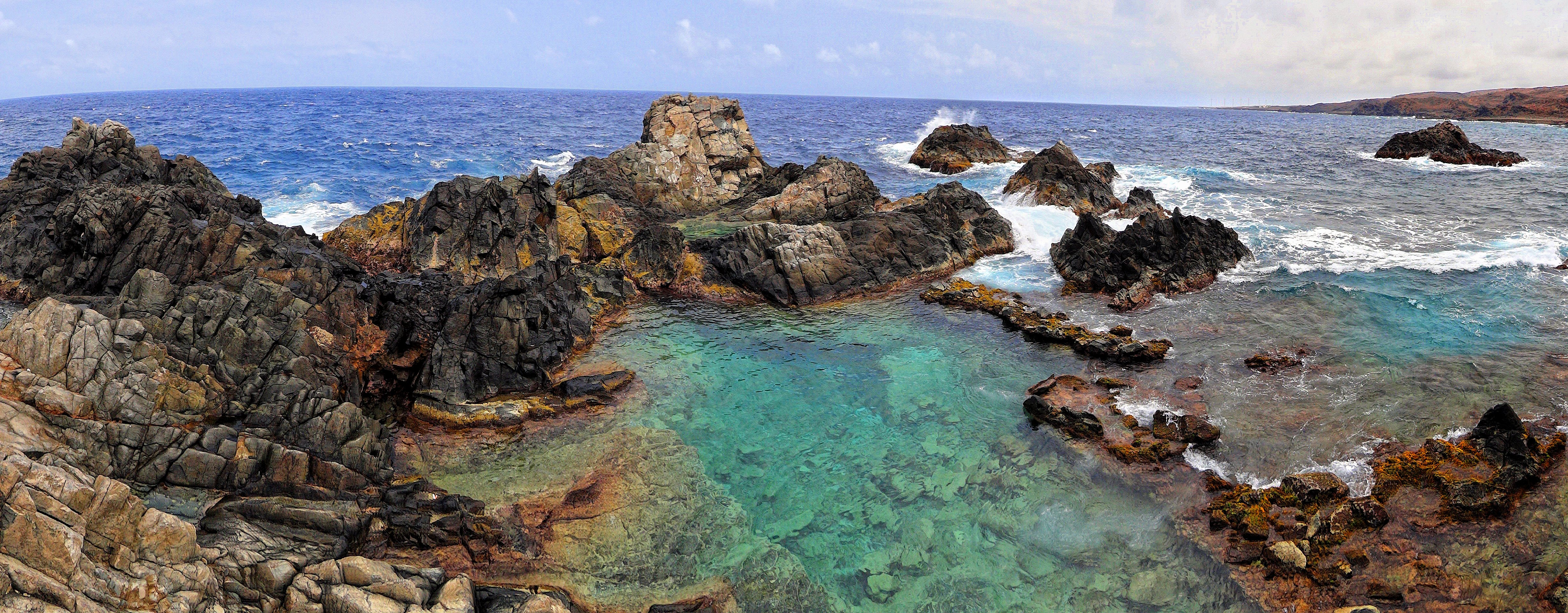
Natuurlijk zwembad "De Conchi"
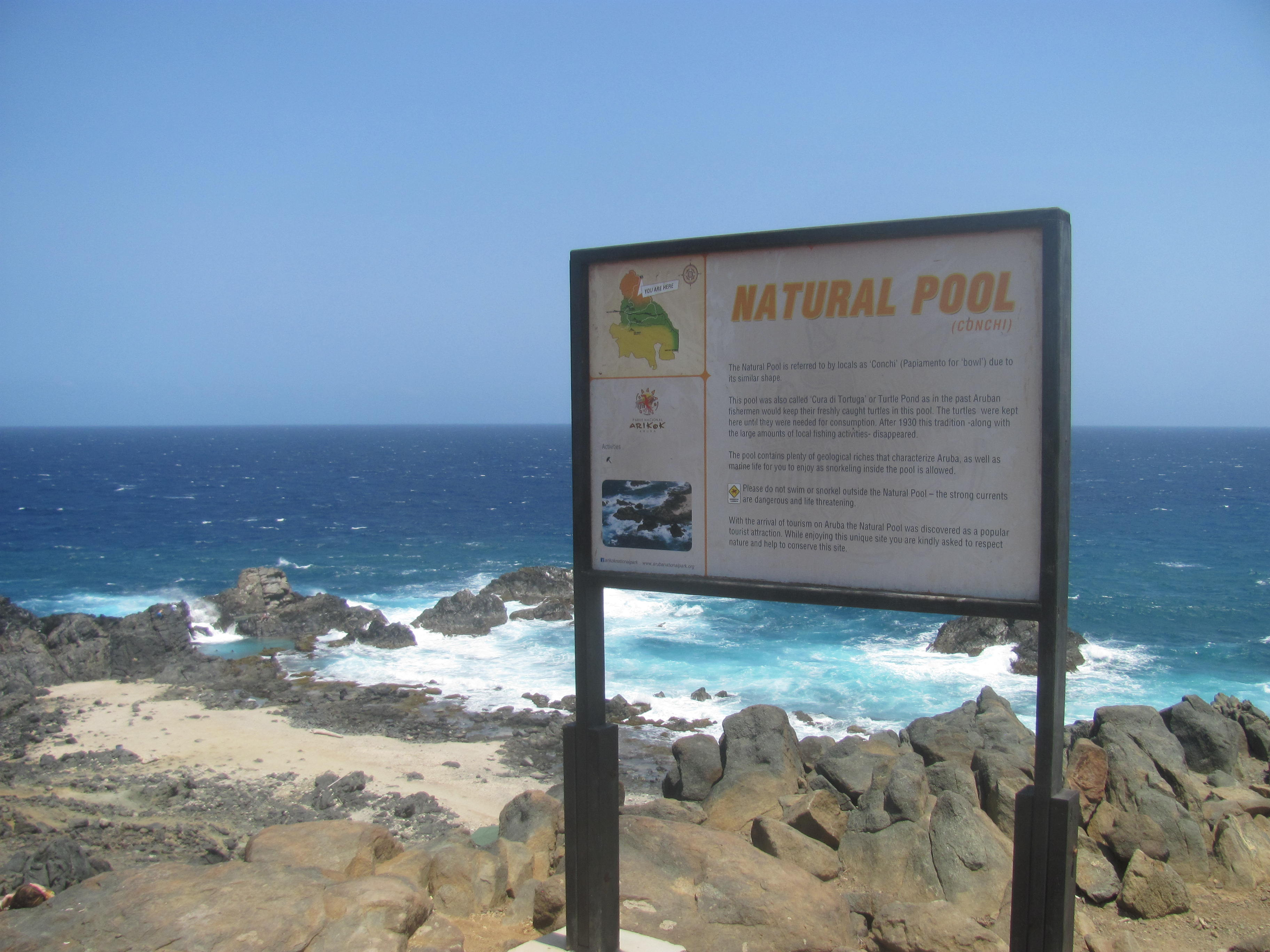
Conchi Natural Pool
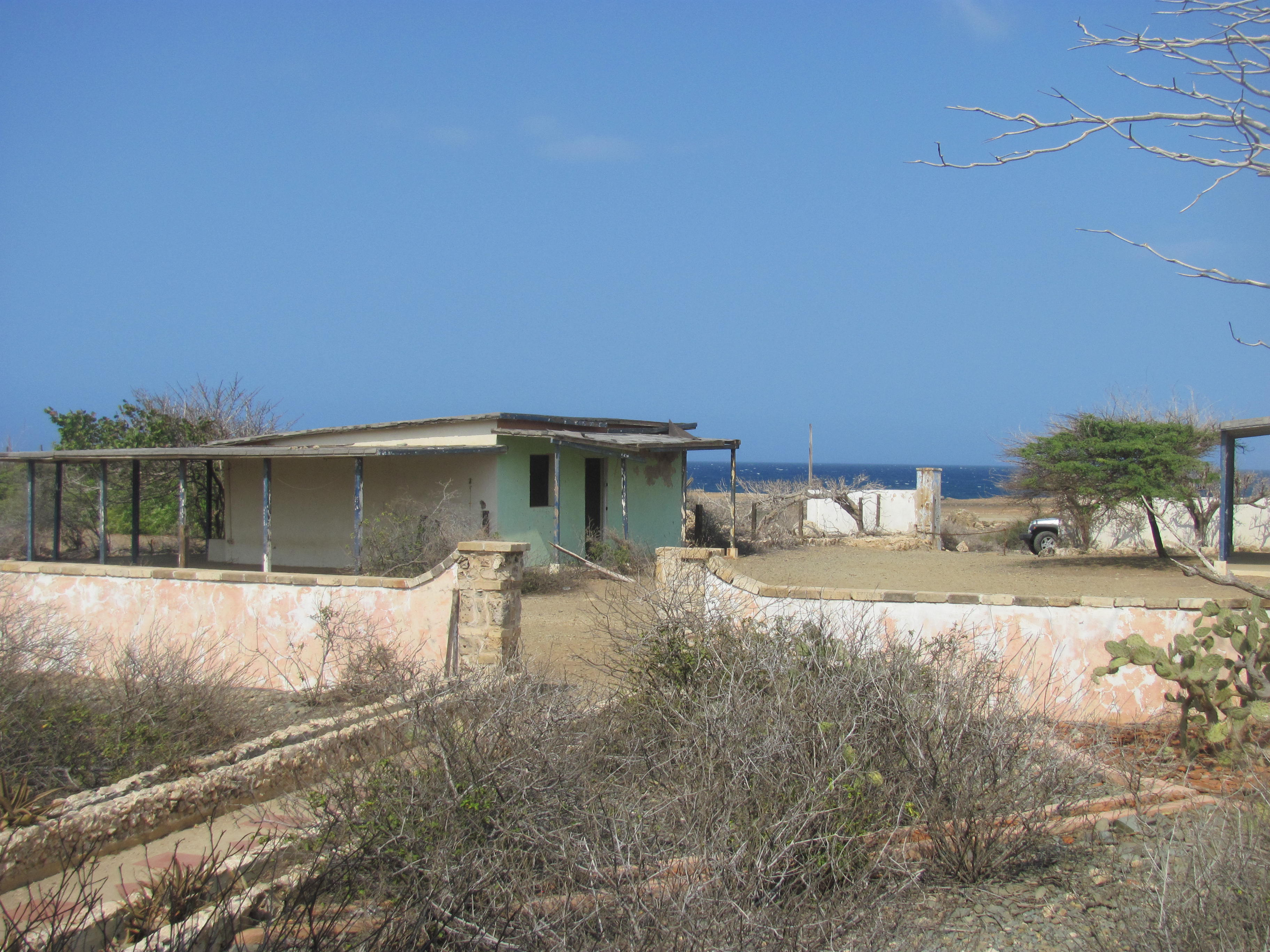
Ruïne bij Plantage Prins Aruba